# H.I.M (canción)
«H.I.M» es una canción del cantante puertorriqueño Eladio Carrión, lanzada el 1 de abril de 2025 a través de Rimas Entertainment como el primer sencillo revelado de su álbum de estudio Don Kbrn, publicado el 4 de abril de 2025. En la lista de reproducción del álbum, la canción ocupa la cuarta posición. Fue estrenada junto con un videoclip en el que Carrión aparece viajando en su jet privado y ofreciendo una presentación en el escenario.

## Antecedentes
Esa misma noche, Eladio Carrión organizó una fiesta en Fitz, una discoteca en Madrid (España), para celebrar el lanzamiento. Entre los asistentes estuvieron Quevedo, Clarent, Omar Montes, el streamer Ibai Llanos y Dei V. La fiesta incluyó una sesión de escucha en primicia del álbum Don kbrn y la revelación de su playlist.

## Letra y significado
Las letras de «H.I.M» están impregnadas de autoconfianza y funcionan como una afirmación del estatus de Eladio Carrión en la industria musical. En el coro, el artista expresa:

«Ey, Balenciaga en mis jeans, no H&M
I'm a player, baby, dime "Ela ESPN"
Muchos se viraron, pero aquí ‘tamo bien
Me preguntan: "¿Quién tú ere'?", les contesto "H-I-M"».

La sigla «H.I.M» (acrónimo en inglés de He Is Me, o coloquialmente «Él») se interpreta como una declaración de supremacía personal. Carrión se posiciona como una figura destacada en su entorno, rechazando lo ordinario (como la marca de ropa H&M) en favor de lo exclusivo (Balenciaga), y utilizando juegos de palabras como «Ela ESPN» para reforzar su imagen de «jugador» exitoso.
El tema también aborda la traición y la resiliencia. El artista hace referencia a personas que «se viraron» (le dieron la espalda), pero subraya su capacidad para mantenerse firme y continuar avanzando. Frases como «Bust a play, then I run it back como Saquon» e «Imposible como el chamo que salió de Akron» (en alusión a LeBron James).